# کلمنته کانپاری
کلمنته کانپاری (ایتالیایی: Clemente Canepari; ۱۱ نوامبر ۱۸۸۶ – ۱۳ سپتامبر ۱۹۶۶) دوچرخه‌سوار اهل ایتالیا بود.

## باشگاهی
از باشگاه‌هایی که در آن رکاب زده‌است می‌توان به تیم دوچرخه‌سواری لنیانو اشاره کرد.